# Małopolski Bank Spółdzielczy w Wieliczce
Małopolski Bank Spółdzielczy w Wieliczce – bank spółdzielczy z siedzibą w Wieliczce w Polsce z wyłącznie z polskim kapitałem. Bank zrzeszony jest w Banku Polskiej Spółdzielczości S.A.

## Historia
W 1925 w Wieliczce powstał Bank Ludowy. Założycielami banku byli najbogatsi chłopi, właściciele ziemscy i wyżsi urzędnicy państwowi oraz Kopalnia soli Wieliczka.
14 grudnia 1942 Bank Ludowy zmienił nazwę na Bank Spółdzielczy z ograniczoną odpowiedzialnością w Wieliczce. Do poprzedniej nazwy powrócono po zakończeniu wojny. Kolejne zmiany nazwy nastąpiły: w 1950 na Gminną Kasę Spółdzielczą, w 1956 na Kasę Spółdzielczą, w 1960 Bank Spółdzielczy w Wieliczce.
Decyzją władz komunistycznych, chcących włączyć do systemu gospodarki socjalistycznej własność spółdzielczą, wielicki bank wchłonął okoliczne kasy Stefczyka oraz Komunalną Kasę Oszczędności. Jednocześnie samorządność banku została przez socjalistów mocno ograniczona. W 1970 bank przeniósł się do obecnej siedziby.
Po przemianach ustrojowych Bank Spółdzielczy w Wieliczce odzyskał swobodę działania. Zrezygnował z dotychczas przymusowego zrzeszenia w Banku Gospodarki Żywnościowej i w 1994 zrzeszył się w Gospodarczym Banku Południowo-Zachodnim we Wrocławiu, a po połączeniu banków zrzeszających w 2002 w Banku Polskiej Spółdzielczości S.A.. Nastąpił również rozwój banku, który z 2 placówek w 1994 rozrósł się do obecnych rozmiarów.
W 2008 zmieniono nazwę na Małopolski Bank Spółdzielczy w Wieliczce.

## Władze
W skład zarządu banku wchodzą:
- prezes zarządu
- 2 wiceprezesów zarządu

Czynności nadzoru banku sprawuje 13-osobowa rada nadzorcza.

## Placówki
- Centrala w Wieliczce, ul. Kilińskiego 2
- oddziały:
  - Wieliczka, ul. Kilińskiego 2
  - Niepołomice, ul. Kościuszki 20
  - Kraków, ul. Wysłouchów 4
  - Kłaj, Kłaj 654
  - Myślenice, Rynek 16
  - Gdów, ul. Rynek 106
- filie:
  - Wieliczka:
    - Pl. Kościuszki 1
    - ul. Wincentego Pola 4b

  - Węgrzce Wielkie, 266/1
  - Niepołomice, ul. Szeroka 1
  - Zabierzów Bocheński, 53
  - Kraków, os. Hutnicze 1/4